# Ворошилов Андрій Миколайович
Андрі́й Микола́йович Вороши́лов (нар. 14 серпня 1959, Могильов, Білорусь) — український хоровий диригент, народний артист України (2019).

## Життєпис
1986 — закінчив Київську консерваторію (клас професора В. Т. Чуби).
Від 1986 — диригент чоловічої хорової капели ім. Л. Ревуцького.
Від 1993 — диригент Національної заслуженої академічної хорової капели «Думка».
Його репертуар включає твори українських та зарубіжних класиків і сучасних композиторів, обробки українських народних пісень.
Викладає в Національній музичній академії України імені Петра Чайковського, є доцентом кафедри хорового диригування.

## Визнання
- 2009 — заслужений діяч мистецтв України[3]
- 2019 — кавалер ордену НМАУ ім. П. Чайковського «За видатні досягнення у музичному мистецтві»[4]
- 2019 — народний артист України[1]